# SN 2010gf
SN 2010gf – supernowa typu II-P odkryta 11 lipca 2010 roku w galaktyce UGC 633. W momencie odkrycia miała maksymalną jasność 18,90m.